# Damageplan
Damageplan var et amerikansk heavy metal-band fra Dallas, Texas, der blev stiftet i 2003. Efter at have endt deres tidligere gruppe Pantera, ønskede brødrene Dimebag Darrell og Vinnie Paul Abbott at starte et nyt band. De rekrutterede tidligere Halford-guitarist Pat Lachman på vokal, og senere Bob Zilla på bas. Damageplan udgav sit debutalbum New Found Power i USA den 10. februar 2004, hvor det debuterede som nummer 38 på Billboard 200 og solgte 44.676 eksemplarer i den første uge.
Mens Damageplan var på promotionstour for deres album og spillede koncert den 8. december 2004, klatrede en tidligere amerikansk marinesoldat ved navn Nathan Gale op på scenen og myrdede Darrell, to medlemmer af bandets besætning, og en lokal koncertgænger. Selvom der ikke blev konstateret noget motiv, hævdede nogle vidner at Gale beskyldte brødrene for Pantera's opbrud og troede at de havde stjålet hans tekster. Gale blev dræbt af politiofficer James Niggemeyer, der blev anset for at have handlet rigtigt af Franklin County anklagemyndighed. Bandets manager har bekræftet, at der er ikke-frigivne Damageplan-optagelser, selv om de ikke er dukket op, og bandet har ikke optrådt siden. Abbott og Zilla har sluttet sig til bandet Hellyeah, og Lachman tiltrådte Mercy Clinic.